# Barret Wallace
Barret Wallace är ledaren för rebellgruppen AVALANCHE, från spelet Final Fantasy VII. Han har ett inopererat vapen istället för en högerhand. Barret är högljudd och ofta väldigt oartig, men han bryr sig så mycket om jorden att han är villig att offra sitt liv för att rädda den!
Barret ledde rebellgruppen AVALANCHE som bestod av honom själv, Jesse, Wedge, Biggs och delvis av Tifa Lockhart. Olyckligtvis omkom Jesse, Wedge och Biggs under ett uppdrag. Då bestämde sig Barret för att kämpa allt vad han kunde, för att deras död inte skulle vara förgäves.
Barret har en liten dotter, Marlene. Egentligen är det inte hans egen dotter men han tog hand om henne när hennes pappa, Dyne, försvann. Barret hade en gång i tiden en fru, Myrna, men de fick inga egna barn. Myrna omkom när deras hemstad Corel förstördes, vilket kom att skyllas på Barret och Dyne. Staden ansåg att om de hade varit hemma så hade det aldrig kunnat ske, utan de hade kunnat försvara den. Dyne och Barret kom ifrån varandra medan de blev beskjutna på väg ifrån staden, vilket fick Barret att tro att Dyne var död. Han adopterade då Marlene och började uppfostra henne precis som om hon hade varit hans egen dotter. Senare i spelet får man möta Dyne (nere i Desert Prison) och genom det veta att han precis som Barret fått ett vapen inopererat i ena armen. Händelserna i hemstaden är anledningen till att han inte kan låta Shin-Ra fortsätta med sitt gradvisa erövrande av världens energikällor. Det var på grund av att en av deras reaktorer sprängdes som hans hemstad blev attackerad. Den exploderade reaktorn kom att skyllas på innevånarna i staden och då öppnade Shin-Ra eld mot dem (troligtvis för att Shin-Ra alltid röjer undan sina misstag genom att sopa igen alla spår och hitta syndabockar).
Tillsammans med Cloud Strife och de andra huvudfigurerna i spelet beslutar sig Barret för att rädda världen. Att rädda världen är Barrets sätt att försöka få förlåtelse för det tillfälle då han var oförmögen att beskydda sin hemstad Corel.